# Curtara angusta
Curtara angusta är en insektsart som beskrevs av Delong 1980. Curtara angusta ingår i släktet Curtara och familjen dvärgstritar. Inga underarter finns listade i Catalogue of Life.